# Liste des ministres français de la Construction
« Ministère de la Construction » redirige ici. Pour les autres significations, voir Ministère de la Construction (Ouzbékistan) et Ministère de la Construction (Viêt Nam).
Le ministère de la Construction est un ministère français créé en juin 1958. 
Évolution du ministère de la Reconstruction et du Logement, il fusionne au bout de quelques années d'existence avec le ministère des Travaux publics pour former le ministère de l’Équipement, qui fusionnera lui-même avec le ministère de l'Écologie et du Développement durable pour former le ministère de l'Écologie, du Développement et de l'Aménagement durables.

## Liste des ministres
- Ministres :
  - 9 juin 1958 - 14 avril 1962 : Pierre Sudreau
  - 14 avril 1962 -  8 janvier 1966 : Jacques Maziol

- Secrétaire d’État :
  - 26 avril 1973 – 26 février 1974 : Christian Bonnet (dépendant du Ministère de l'Aménagement du Territoire, de l’Équipement, du Logement et du Tourisme)